# بوددوسو
بوددوسو (به ایتالیایی: Buddusò) یک کومونه در ایتالیا است که در استان البیا تمپیو واقع شده‌است.

## خصوصیات
بوددوسو ۲۱۸٫۲ کیلومترمربع مساحت و ۴٬۰۸۸ نفر جمعیت دارد.